# Tour of Chongming Island (Eintagesrennen)
Die Tour of Chongming Island war ein chinesisches Straßenradrennen für Frauen, das zwischen 2007 und 2015 ausgetragen wurde. Das Rennen war nach seinem Austragungsort, der Insel Chongming Dao, benannt, die innerhalb des Stadtgebiets von Shanghai liegt.
Von 2007 bis 2009 wurde der Wettbewerb als Einzelzeitfahren ausgetragen und anschließend bis 2015 als Straßenrennen. Das Eintagesrennen gehörte unter dem Namen Tour of Chongming Island World Cup zwischen 2010 und 2015 zum Rad-Weltcup der Frauen.
Neben diesem Wettbewerb wurde außerdem ein Etappenrennen mit dem Namen Tour of Chongming Island veranstaltet, welches auch nach dem letzten Austragungsjahr des Eintagesrennens fortgeführt und in den Kalender der neu eingeführten UCI Women’s WorldTour aufgenommen wurde.

## Palmarès
Einzelzeitfahren
| Jahr | Siegerin         | Zweite          | Dritte           |
| ---- | ---------------- | --------------- | ---------------- |
| 2007 | Yong Li Liu      | Li Meifang      | Ellen van Dijk   |
| 2008 | Li Meifang       | Li Wang         | Yong Li Liu      |
| 2009 | Bridie O’Donnell | Switlana Haljuk | Madeleine Sandig |

Straßenrennen
| Jahr | Siegerin            | Zweite            | Dritte           |
| ---- | ------------------- | ----------------- | ---------------- |
| 2010 | Ina-Yoko Teutenberg | Kirsten Wild      | Rochelle Gilmore |
| 2011 | Ina-Yoko Teutenberg | Lizzie Armitstead | Charlotte Becker |
| 2012 | Shelley Olds        | Melissa Hoskins   | Monia Baccaille  |
| 2013 | Tetyana Riabchenko  | Giorgia Bronzini  | Amy Pieters      |
| 2014 | Kirsten Wild        | Elena Cecchini    | Giorgia Bronzini |
| 2015 | Giorgia Bronzini    | Kirsten Wild      | Fanny Riberot    |